# Robert Glaßner
Robert Glaßner (* 1885 in Heidelberg/Zhuravlevo, Krim, Russisches Kaiserreich; † 10. September 1941 in Samarkand, Sowjetunion) war ein deutsch-russischer römisch-katholischer Geistlicher und Märtyrer. 

## Leben
Robert Glaßner stammte aus einer schwarzmeerdeutschen Familie im Bistum Tiraspol. Er studierte Theologie am Priesterseminar Saratow und wurde 1908 zum Priester geweiht. Die Stationen seines seelsorglichen Wirkens waren Bergtal, Seelmann (1914–1918), Urbach/Puschkino (1918–1924), Dehler. Am 2. Februar 1930 wurde er festgenommen und am 6. Juni 1931 in Jaroslawl zu 3 Jahren Lagerhaft in Karaganda verurteilt. 1934 wurde er nach Samarkand verbannt, dort am 5. Juli 1941 erneut verhaftet, am 8. August zum Tode verurteilt und am 10. September erschossen.

## Gedenken
Die Römisch-katholische Kirche in Deutschland nahm Pfarrer Robert Glaßner als Märtyrer in das deutsche Martyrologium des 20. Jahrhunderts auf.